# Mármaro
Mármaro (Marmaro) är en ort i Grekland.   Den ligger i prefekturen Chios och regionen Nordegeiska öarna, i den östra delen av landet, 220 km öster om huvudstaden Aten. Mármaro ligger 6 meter över havet och antalet invånare är 875. Den ligger på ön Chios.
Terrängen runt Mármaro är huvudsakligen kuperad, men åt nordost är den platt. Havet är nära Mármaro åt nordost.  Närmaste större samhälle är Chios, 19,6 km söder om Mármaro. Trakten runt Mármaro består i huvudsak av gräsmarker.